# Eulasia speciosa
Eulasia speciosa är en skalbaggsart som beskrevs av Champenois 1900. Eulasia speciosa ingår i släktet Eulasia och familjen Glaphyridae. Inga underarter finns listade i Catalogue of Life.